# Émile Rumeau
Paul Joseph Émile Rumeau (* 23. Dezember 1878 in Port Said, Ägypten; † 8. Juli 1943) war ein französischer Sportschütze.

## Erfolge
Émile Rumeau nahm an den Olympischen Spielen 1920 in Antwerpen und 1924 in Paris teil. 1920 trat er in sechs Disziplinen an und gewann in der Liegend-Position mit dem Armeegewehr im Mannschaftswettbewerb an der Seite von Achille Paroche, André Parmentier, Léon Johnson und Georges Roes die Silbermedaille. In vier weiteren Disziplinen platzierte er sich unter den besten Fünf im Klassement. Vier Jahre darauf kam er gemeinsam mit Georges Roes, Paul Colas, Albert Courquin und Pierre Hardy in der Mannschaftskonkurrenz mit dem Freien Gewehr, die über die Distanzen 400 m, 600 m und 800 m ausgetragen wurde, auf 646 Punkte und gewann so hinter dem US-amerikanischen und vor dem haitianischen Team die Silbermedaille. Rumeau war mit 134 Punkten der beste Schütze der Mannschaft.
Bei Weltmeisterschaften gewann Roes 1924 in Reims mit der Mannschaft im Dreistellungskampf mit dem Freien Gewehr die Bronzemedaille.